# راشيل بيرغر
راشيل بيرغر (بالفرنسية: Rachel Berger )‏ (و. 1985 – م) هي ممثلة، من فرنسا.

## وصلات خارجية
- راشيل بيرغر على موقع IMDb (الإنجليزية)
- راشيل بيرغر على موقع ألو سيني (الفرنسية)
- راشيل بيرغر على موقع أول موفي (الإنجليزية)
- راشيل بيرغر على موقع قاعدة بيانات الفيلم (الإنجليزية)
- راشيل بيرغر على موقع كينوبويسك (الروسية)